# Miguel Bombarda

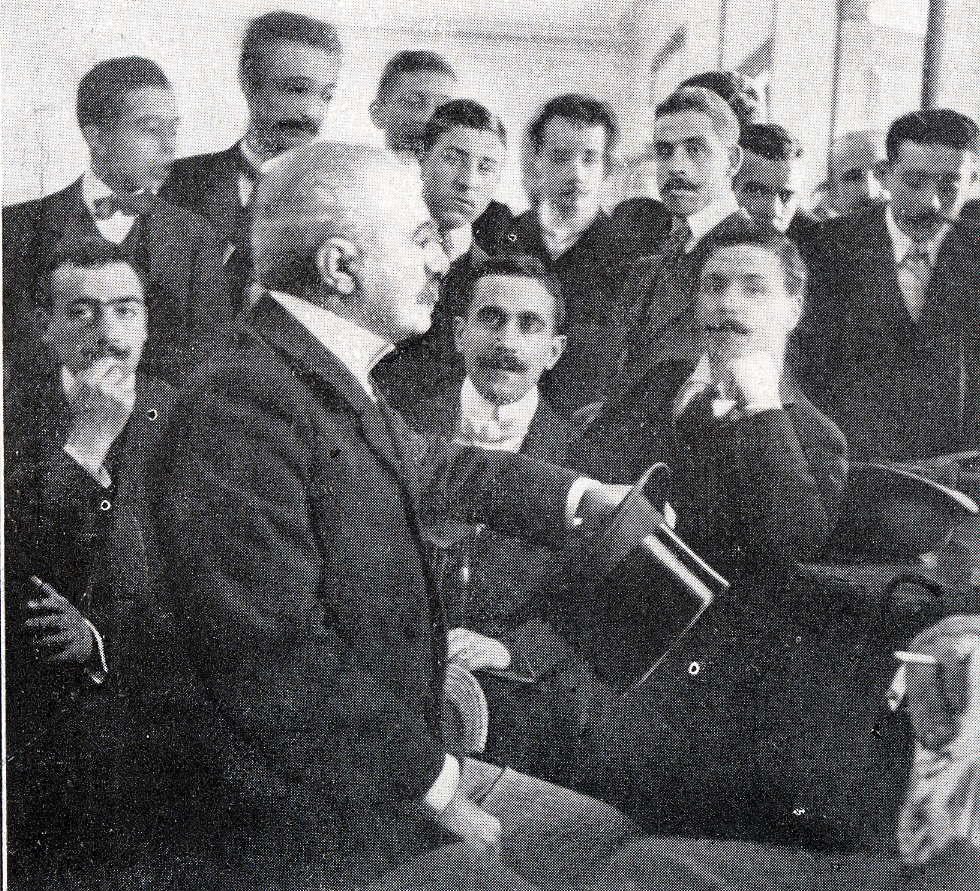
Miguel Bombarda (1907)

Miguel Augusto Bombarda (* 6. März 1851 in Rio de Janeiro, Brasilien; † 3. Oktober 1910 in Lissabon) war ein portugiesischer Psychiater und republikanischer Politiker.

## Leben
Miguel Bombarda studierte an der Medizinisch-Chirurgischen Schule von Lissabon, an der er später selbst zum Professor berufen wurde. Er leistete einen wichtigen Beitrag zur Reform des Medizinstudiums. Daneben war er Direktor des Hospital de Rilhafoles und richtete dort 1887 ein histologisches Labor ein.
Als überzeugter Republikaner vertrat er strikt antiklerikale Positionen. 1909 schloss er sich der Partido Republicano Português an und wurde im August 1910 zum Abgeordneten gewählt. Er war Mitglied und Vordenker des revolutionären Bewegung, die das Ende der Monarchie und die Ausrufung der Republik am 5. Oktober 1910 herbeiführte. Drei Tage davor wurde Bombarda von einem psychisch kranken ehemaligen Patienten ermordet.   
Neben einer Reihe medizinischer Beiträge war er Gründer der Zeitschrift Medicina contemporânea. 1906 übernahm er das Amt des Generalsekretärs während des XVI. Internationalen Kongresses für Medizin und Chirurgie in Lissabon.

## Schriften
- 1877: Dos Hemisférios Cerebrais e Suas Funções Psíquicas
- 1880: Distrofias por Lesão Nervosa
- 1896: Lições sobre a Epilepsia e as Pseudo-Epilepsias
- 1896: O Delírio do Ciúme
- 1896: Consciência e Livre Arbítrio
- A Contribuição ao Estudo dos Microcéfalos